# HMS Nautilus
Le HMS Nautilus est le plus grand sous-marin construit pour la Royal Navy durant la Première Guerre mondiale. Il est le premier à avoir ce nom.

## Conception
Le HMS Nautilus a été conçu en réponse à des recommandations de l'amirauté pour obtenir un sous-marin de 1.000 tonnes et capable de se déplacer à 20 nœuds (37 km/h), pour être à équivalence de certains sous-marins étrangers. La silhouette qui en résulte est due à sa double coque à compartiments étanches et à ses ballasts. L'ordre fut donné en 1912 au chantier naval Vickers de le réaliser. Sa quille a été posée en mars 1913 mais il a fallu attendre 1917 pour terminer le navire.

## Service
Le HMS Nautilus a passé la plupart de son temps à la première flottille de sous-marins de Portsmouth en tant que navire dépôt et plus tard comme un navire de recharge de batteries. Il a été rebaptisé HMS N1 en juin 1917. Il fut vendu en juin 1922 à John Cashmore Ltd à Newport.

### Source
- (en) Cet article est partiellement ou en totalité issu de l’article de Wikipédia en anglais intitulé « Nautilus class submarine (1914) » (voir la liste des auteurs).